# Boza

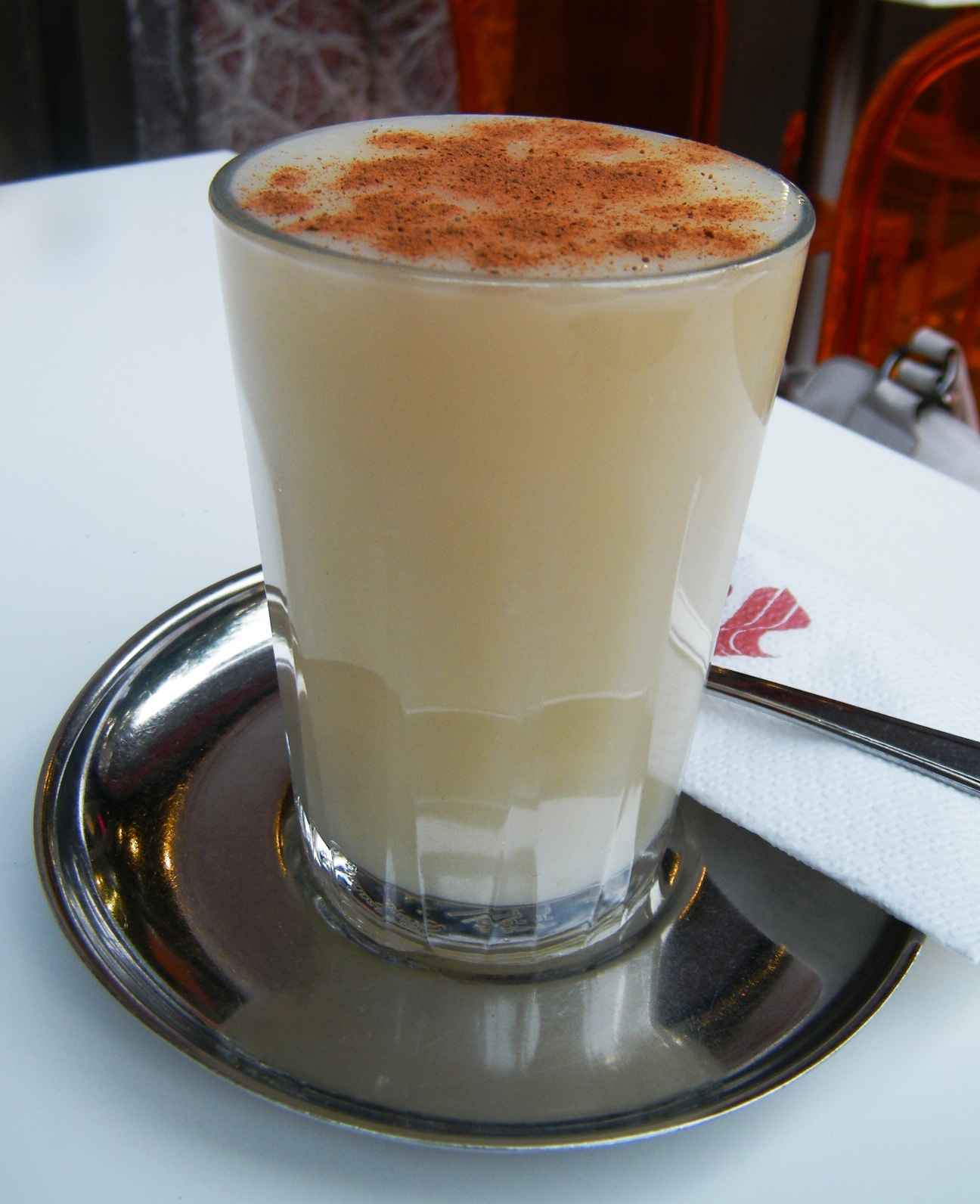
Un vaso de Boza turco.

Para el cabo de cuerda de un barco, ver boza (cuerda)
El boza o braga (en rumano) es una bebida popular fermentada en Albania, Bosnia-Herzegovina, Bulgaria, Macedonia del Norte, Montenegro, Rumanía, Serbia, y Turquía. Se elabora a base de trigo fermentado en Turquía y con trigo o mijo en Bulgaria y Rumania. Es una bebida con cierta consistencia densa y con bajo contenido alcohólico (por regla general en torno al 1 %), y que posee un ligero sabor agridulce.

## Consumo y servicio
En los diferentes países de los Balcanes y del mediterráneo oriental se sirve esta bebida con ligeras variantes, por ejemplo en Macedonia del Norte la boza es mucho más ligera y posee un sabor más dulce que en otros países. En Turquía se sirve con un poco de canela y garbanzos asados, y es consumido principalmente en los meses de invierno. Se sabe que los soldados del Imperio otomano bebían esta bebida como fuente de carbohidratos y vitaminas. En Bulgaria es parte del tradicional desayuno denominado: "Banitsa con Boza". 
En Albania se produce y se vende principalmente en la parte septentrional del país; en la capital Tirana se puede comprar fácilmente en las tiendas que venden caramelos y helados. En el sur de Serbia la boza se produce y se vende en todo su territorio. La variante que se encuentra en Rumanía se denomina bragă y es más dulce que en Turquía y Bulgaria, pero más densa y oscura que en la que se puede beber en Macedonia del Norte.

## Historia

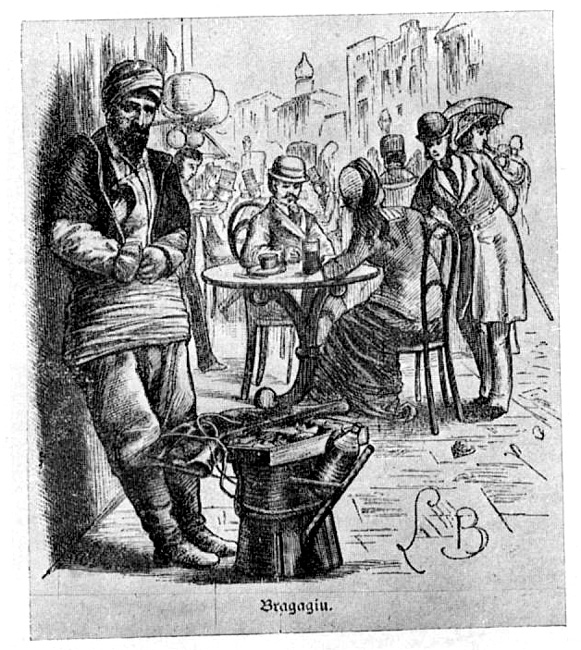
Un vendedor callejero de boza en Bucarest, 1880

Los orígenes de la Boza datan de las poblaciones que vivieron antiguamente en las regiones de Anatolia y Mesopotamia. La fórmula de su receta fue tomada posteriormente por los otomanos y divulgada a través de los territorios conquistados por ellos. El historiador griego Jenofonte hizo indagaciones sobre lo mencionando que se bebía en el este de Anatolia en el año 401 a. C., y que se almacenaba en tinajas de barro que se enterraban bajo el suelo. Esta especialidad local se mantuvo en la región de anatolia hasta la llegada de los turcos, que fueron los que tomaron la bebida y le pusieron el nombre de boza, una palabra que deriva del persa buze que significa mijo. La Boza tuvo sus momentos dorados durante el transcurso del Imperio otomano siendo esta bebida uno de los elementos más importantes en el comercio entre las ciudades y estados. El consumo de boza fue libre hasta la llegada del siglo XVI, pero la elaboración de la bebida denominada Tartar boza que se diluía con opio hizo que las autoridades prohibieran la bebida, el sultán Selim II (1566-1574). 
En el siglo XVII el sultán Mehmed IV (1648-1687) prohibió las bebidas alcohólicas, entre las que se encontraba la boza dentro de esta categoría, cerrando todas las tiendas que lo comercializaban. El siglo XVII el viajero turco Evliya Çelebi menciona en su diario que la boza era una bebida muy popular en su tiempo y que había más de 300 tiendas de boza empleando a cerca de 1005 personas solo en Estambul. También describe un tipo de bebida no-alcohólica y ligeramente dulce similar a la boza y de color lechoso que se consumía en gran parte por los albanos. En estas épocas se consideraba una bebida típica de soldados, debido a que no posee un gran contenido alcohólico, la boza puede beberse en grandes cantidades sin embriagar, y proporciona alguna euforia además de fortaleza debido a sus contenidos nutricionales. Tal y como narra Evliya Çelebi los elaboradores de boza eran muy numerosos en el ejército. 

En el siglo XIX la boza de origen albano era la preferida dentro del imperio otomano debido a que era más dulce y se elaboraba sin contenido alcohólico, mientras que la boza producida por los armenios era ligeramente ácida y fue perdiendo popularidad. En 1876 los hermanos Haci Ibrahim y Haci Sadik abrieron un establecimiento en Estambul en el distrito de Vefa, cercano al centro de entretenimiento, Direklerarası. Esta boza, de una densidad apreciable, se hizo muy popular en la ciudad y es la misma que en la actualidad puede probarse en Turquía. La empresa que hoy existe fue fundada por los herederos de Haci Sadik y Haci Ibrahim.

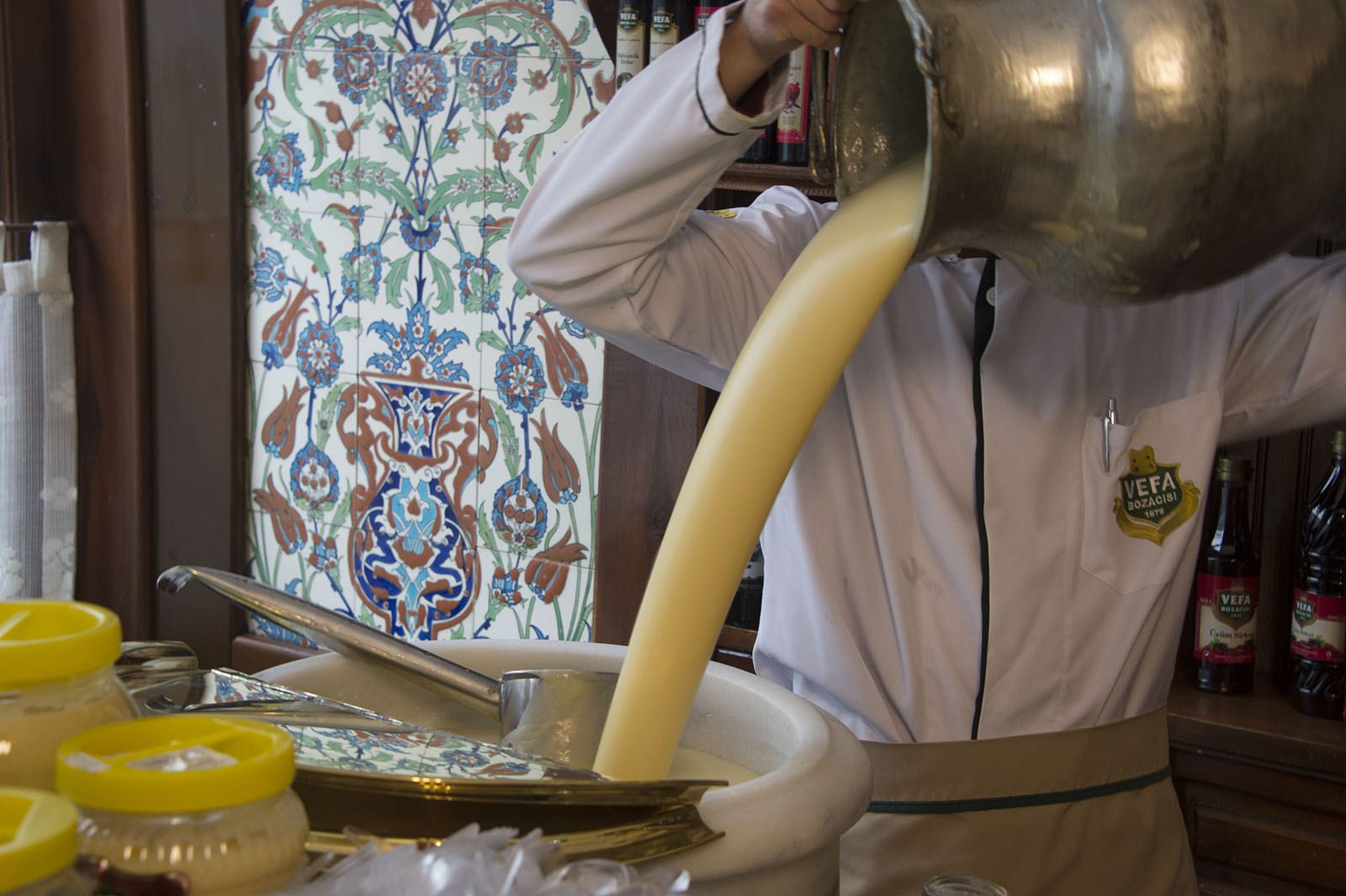
Transferencia del boza
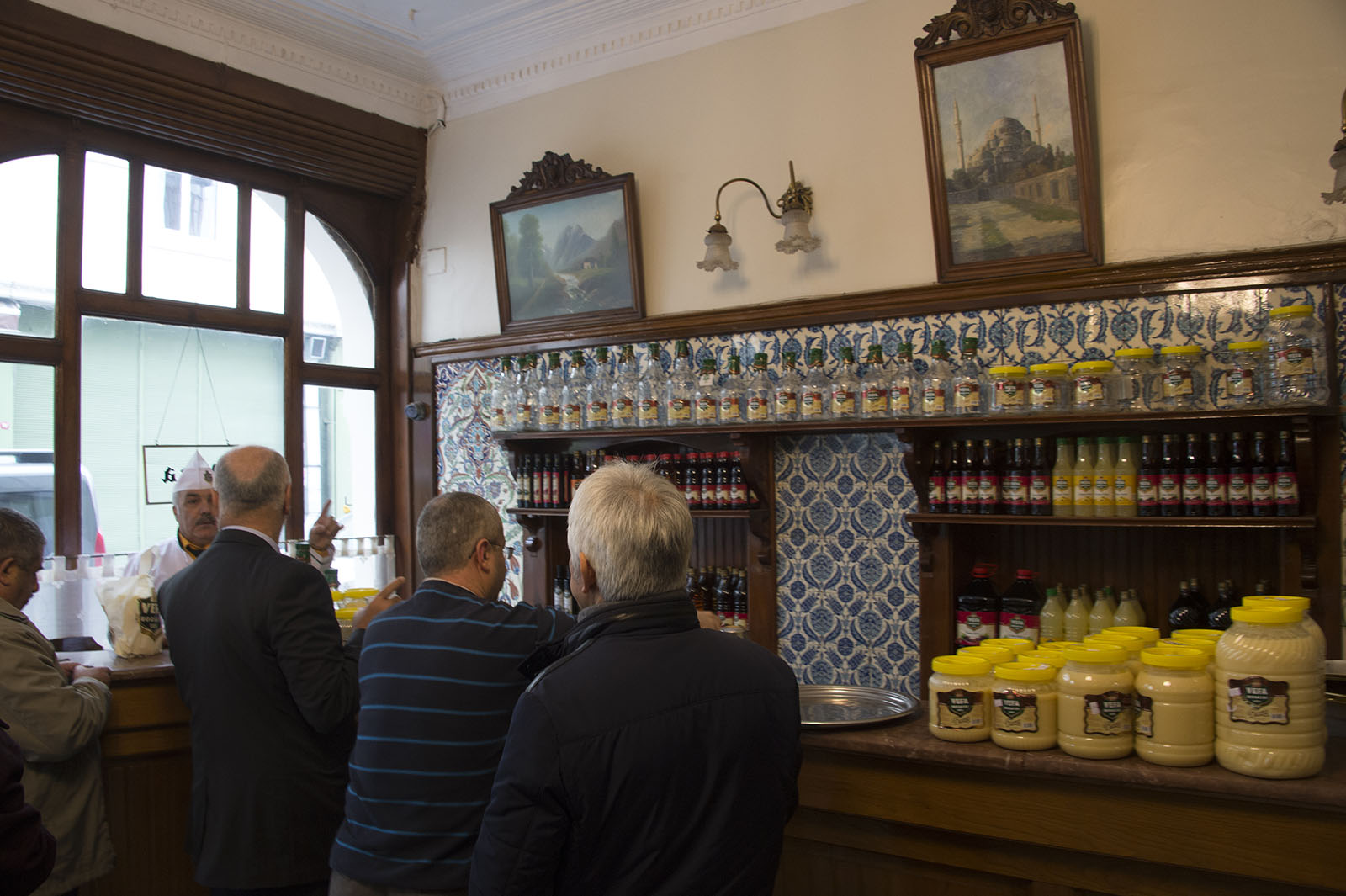
Tienda Vefa Bozaci en Estambul.
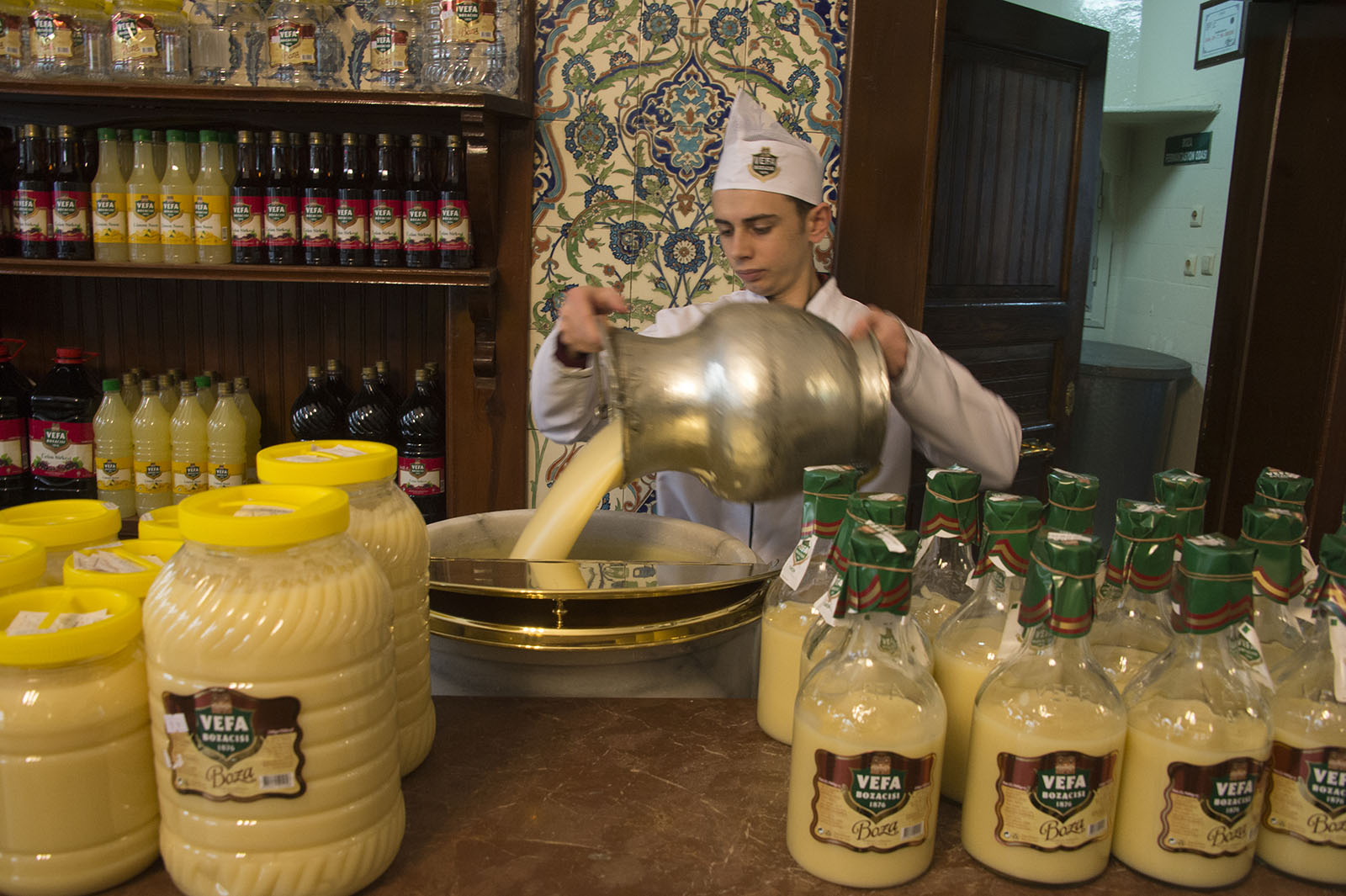
Transferencia del boza en pequeños recipientes

## Tiendas míticas

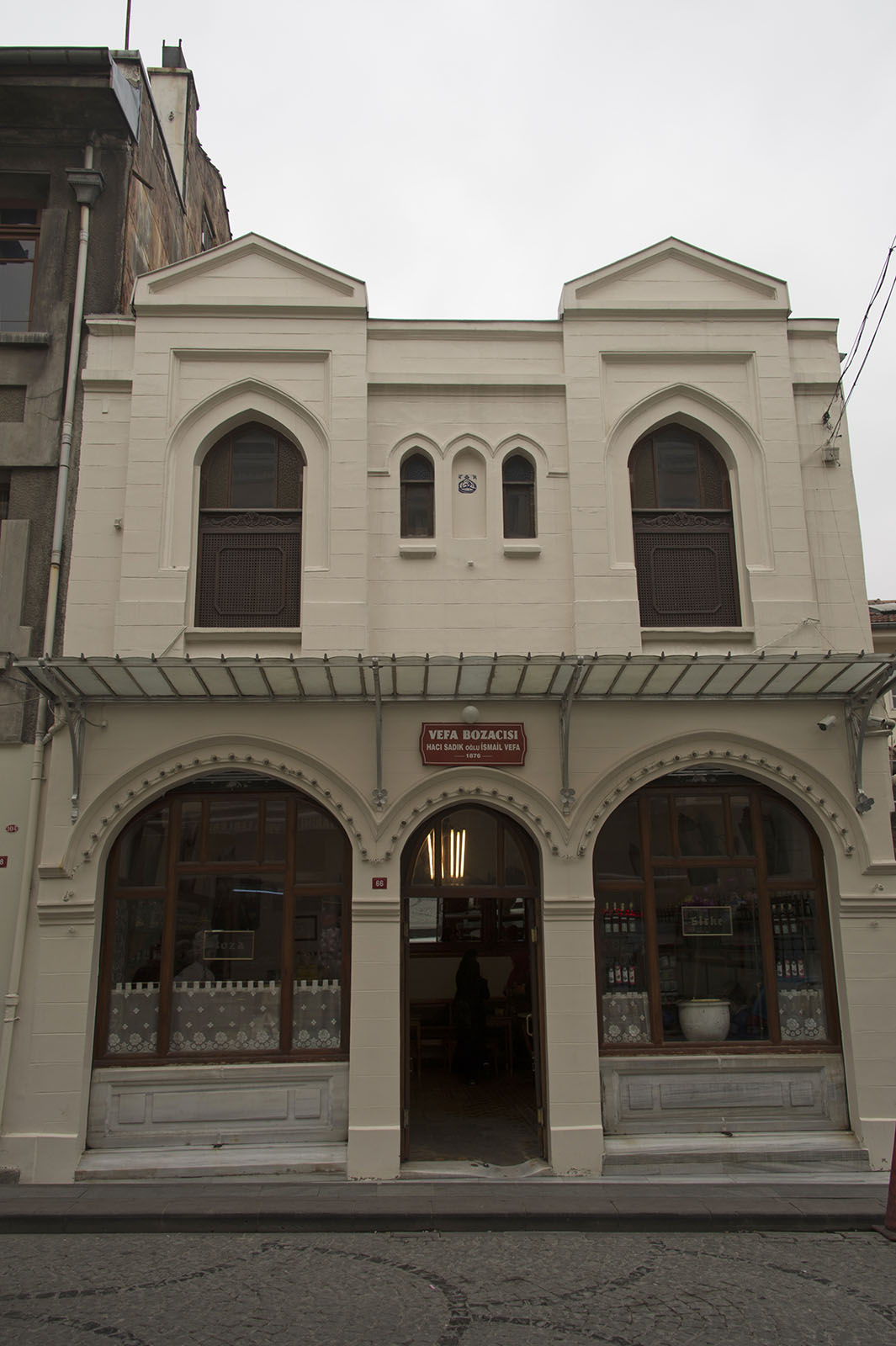
La tienda Vefa Bozaci en Estambul, Turquía.

La tienda de "Vefa" localizada en Estambul es hoy en día una de las atracciones turísticas del distrito de Vefa. Karakedi Bozacısı de Eskişehir, Akman Boza Salonu de Ankara y Soydan de Pazarcık, Bilecik son otros vededores menos conocidos en Turquía. 
La tienda más famosa de Macedonia del Norte es "Apche", ubicada en el área Debar Maalo, cerca del Pasillo Universal en Skopie. La tienda fue fundada por Isman Kadri en 1934. La gente le denominaba Apche (la píldora), jocosamente debido a que era creencia que la boza curaba todas las enfermedades. Esta tienda adoptó finalmente dicho nombre en 1940. Otras tiendas famosas en Skopie son "Palma" y "Sheherezada."

## Controversia
El consumo de Boza aunque no está confirmado se ha mencionado que puede provocar un aumento de las glándulas mamarias en las mujeres. por esta razón se aconseja a las mujeres durante su periodo de lactancia y tras el parto que consuman esta bebida debido a que estimula la producción de leche.